# Tempel (krater księżycowy)
Tempel – krater uderzeniowy na Księżycu. Przylega do wschodniego brzegu krateru Agrippa. Na południowym zachodzie znajduje się krater Godin, a w kierunku wschodnim leży mały krater Whewell.
Decyzją Międzynarodowej Unii Astronomicznej w 1935 roku został nazwany nazwiskiem Ernsta Wilhelma Leberechta Templa, niemieckiego astronoma.
Zewnętrzna ściana jest bardzo zniszczona w procesie erozji i przez strumienie lawy. W północno-zachodniej ścianie krateru Tempel istnieje przerwa, która sięga aż do brzegu krateru Agrippa. Mniejsze luki istnieją też w południowej ścianie, a zalane lawą wnętrze łączy się z zewnętrzną powierzchnią. Stąd obszary zastygłej lawy sięgają na wschód aż do Mare Tranquillitatis. Niewiele pozostało z pierwotnego brzegu, a formacja jest teraz kolistym pasmem zaokrąglonych, nieregularnych łańcuchów.